# プロペラ

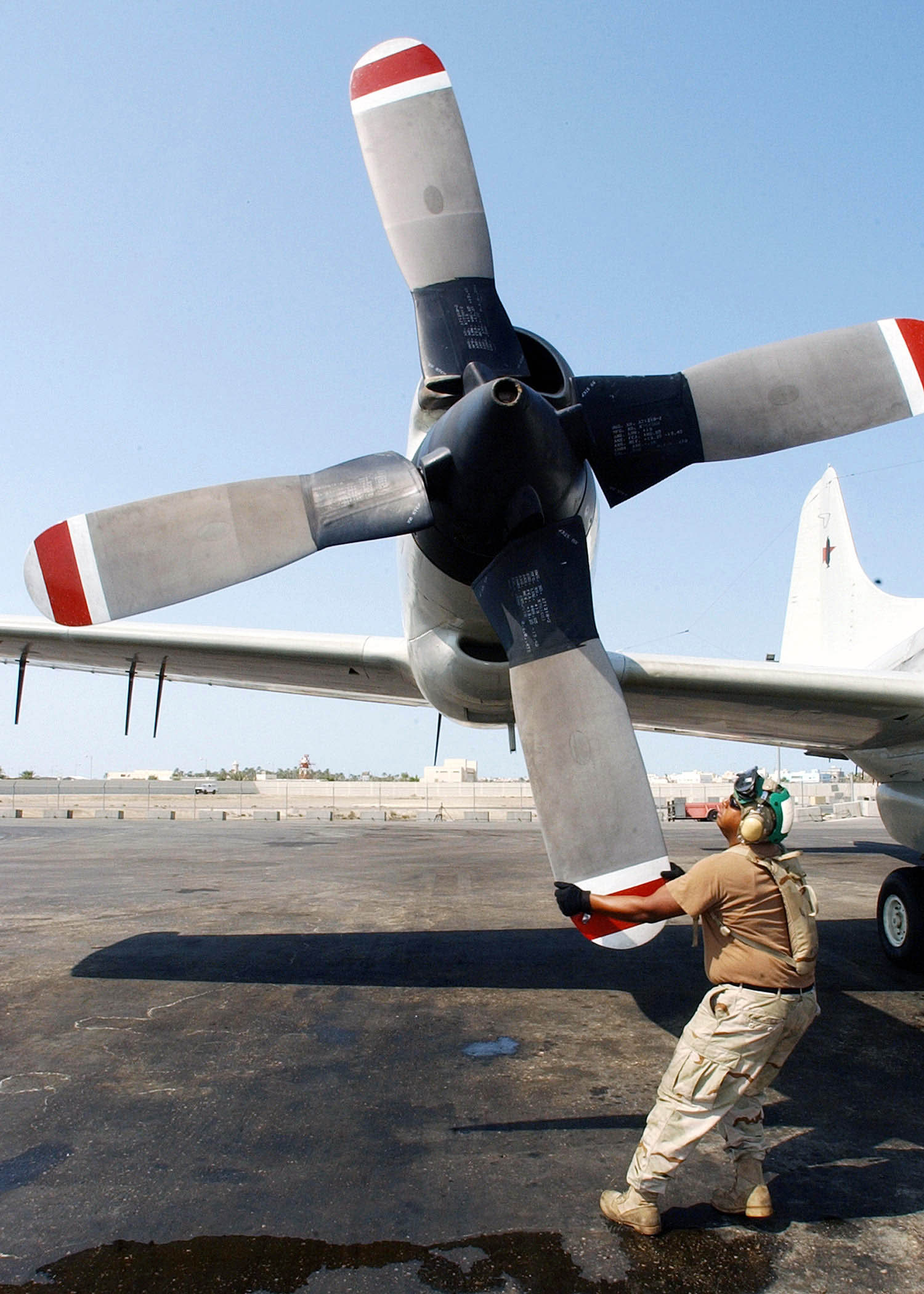
アメリカ海軍の電子偵察機 EP-3EのNo. 4エンジンとそのプロペラ。ねじり下げから、向かって反時計方向に回ることがわかる。根元にはカフスがついている。ターボプロップエンジンの大出力を吸収するためにブレードの幅が広い。

プロペラ (propeller) は、飛行機や船などに装備され、原動機から出力される回転力を推進力へと変換するための装置である。
揚力を得るための複数枚のブレード（羽根）、ブレードを支持するとともにシャフトからの出力を伝えるハブ、その他の部品によって構成される。
回転数を上げることでパワー（推力・速度）を上げることができるが、後述のように空気中でも水中でも限界がある。

## 理論
真空中では、プロペラが感じる速度は回転速度だけである。しかし流体中では、回転速度と周囲の流れとをベクトル的に合成したものになる。
回転中のブレードの流れに対する相対速度は、先端ほど大きい。揚力を効率よく発生させるために、先端に行くほど各翼素の回転中の迎え角が小さくなるよう、ねじり下げがつけられている。

## 航空機のプロペラ
レシプロエンジン（ピストンエンジン）かターボプロップエンジンに取りつけて使用される（プロップ = prop はプロペラ propeller のこと）。初期のプロペラは木製だったが、戦争に飛行機が使われだすとブレードの部分を真鍮で覆って自機から発射する弾丸からガードするようになり、戦時中の機体にはこの仕様が多くなった。やがて全体が金属製となり、可変ピッチのプロペラが考え出され、より効率的なものへと進歩していった。

### 歴史
ジェットエンジン登場以前、飛行機の推進装置はレシプロエンジンとプロペラの組み合わせが一般的だった。二度の世界大戦を経て航空技術が大きく進歩し、機体の速度が高くなると、飛行速度と回転速度の合成であるプロペラの対気速度、特に先端での速度が音速に近づき始めた（遷音速領域）。ブレードの一部が音速を超えると衝撃波が発生し、効率が大きく低下する。そのため、プロペラ先端での合成速度が遷音速になるような速度の飛行には、プロペラではなくジェットエンジンを使うことが一般的となっている。（ターボ・ターボファン）ジェットエンジンは空気取り入れ口でいったん気流の速さを音速以下に下げるため、ファンやコンプレッサーブレード先端（の合成速度）が超音速となって効率が悪化することはない。
プロペラ・ジェットエンジンの推力は、そこを通過する空気質量と通過前後の速度差の積に比例し、消費エネルギーは通過後の空気速度の自乗と通過前の空気速度の自乗の差と通過空気質量の積に比例するので、空気の圧縮性の影響が現れない領域では、プロペラ機の方が低燃費であることが、ジェット機出現後もプロペラ機が求められ続けた理由であり、プロペラブレードに後退角を与えて衝撃波の影響を緩和し、より高速飛行を可能にするプロペラ技術が後年実用化している。
プロペラはエンジンに比べ安価で簡単に交換できることもあり、低コストで性能を向上する手段として機体の購入後にプロペラを交換するユーザーもいる。プロペラと関連機器はダウティ・ロートルとハーツェル・プロペラが大きなシェアを占めている。またベストセラー機であるセスナ 172に採用されたマコーレイ・プロペラ・システムズやMTプロペラにも一定のシェアがある。

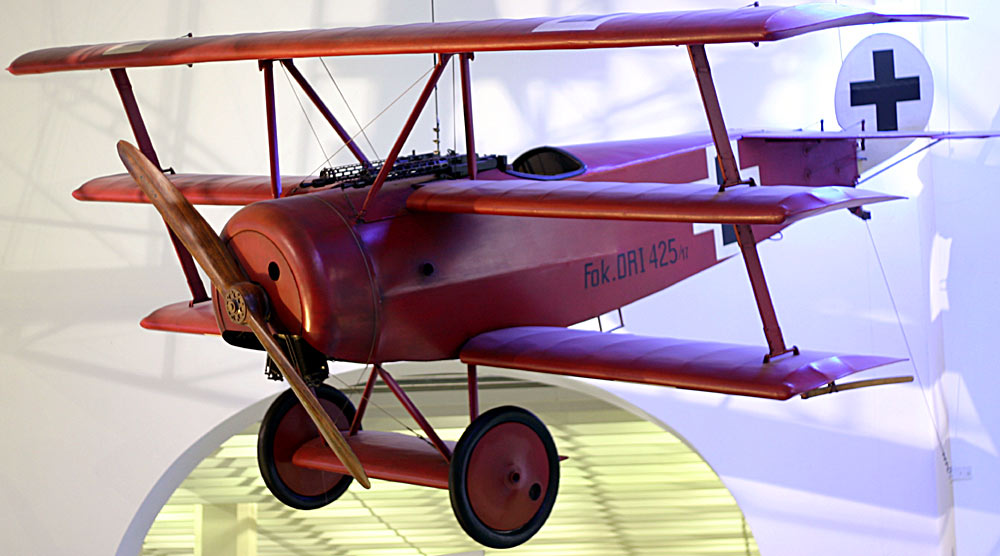
第一次世界大戦時の戦闘機フォッカー Dr.Iの2枚プロペラ。木製でハブとブレードが一体となった固定ピッチ。
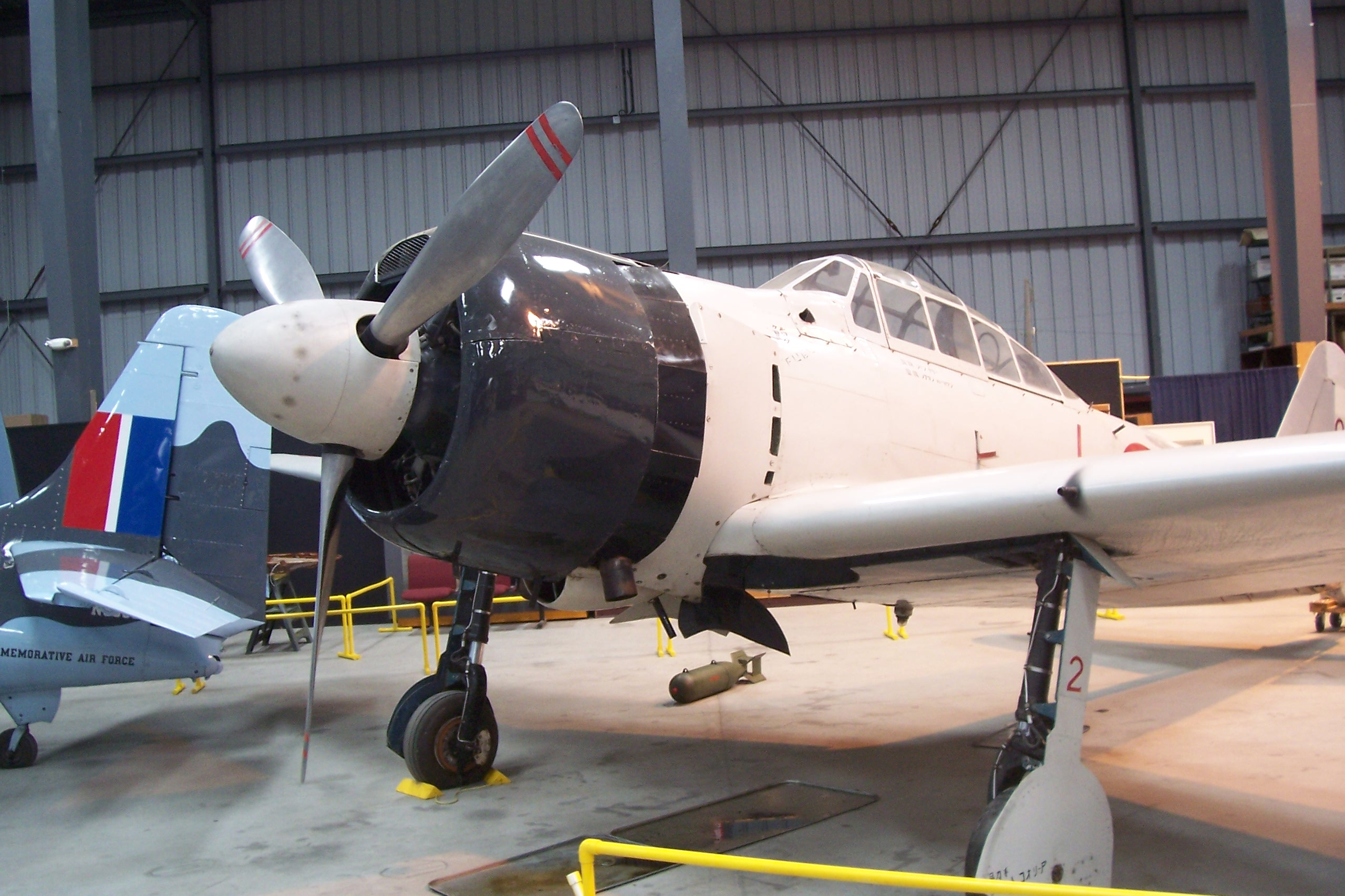
第二次世界大戦時の零式艦上戦闘機の金属製3枚プロペラ。可変ピッチ。
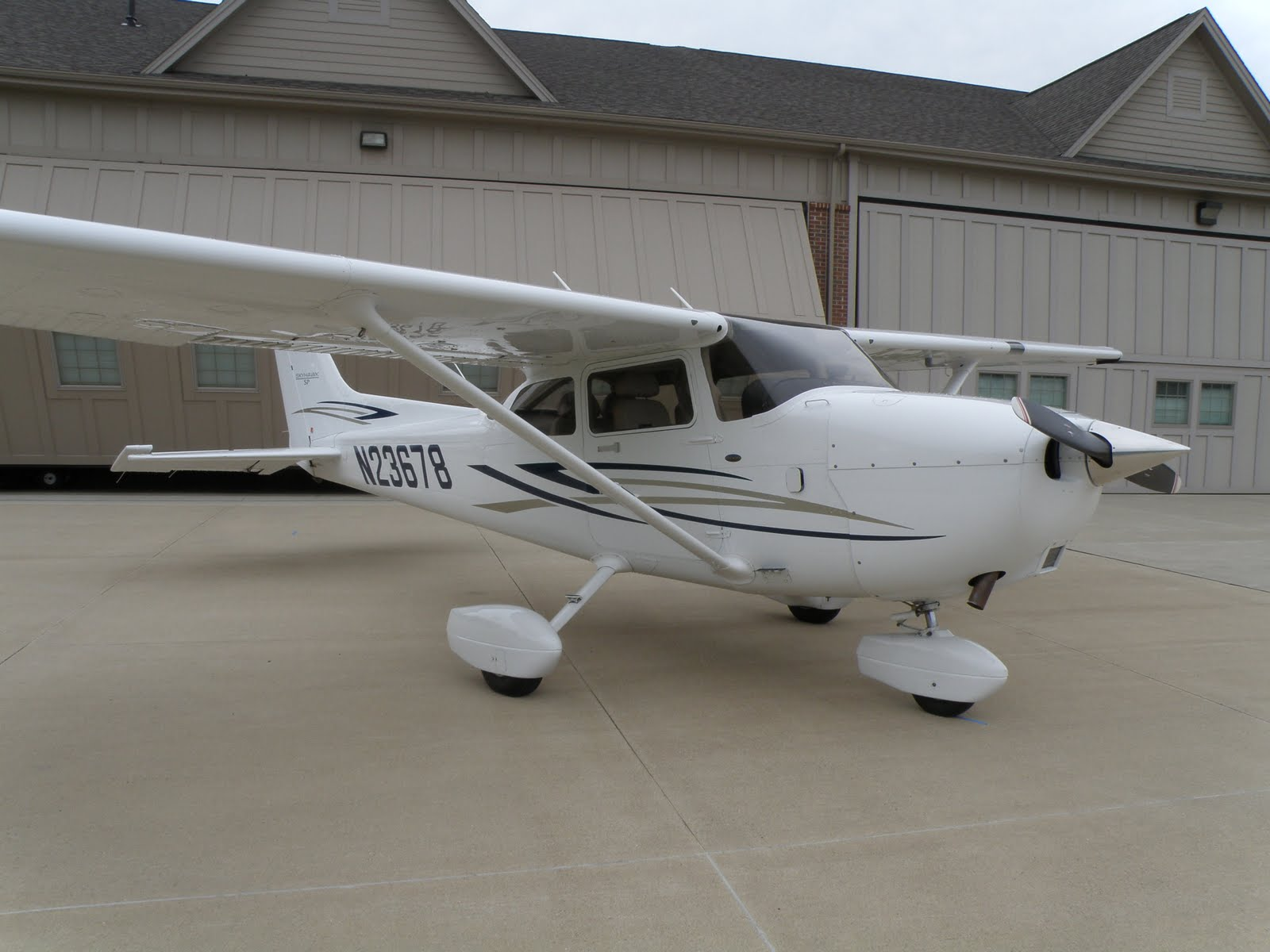
セスナ 172Sの金属製2枚プロペラ。固定ピッチ。
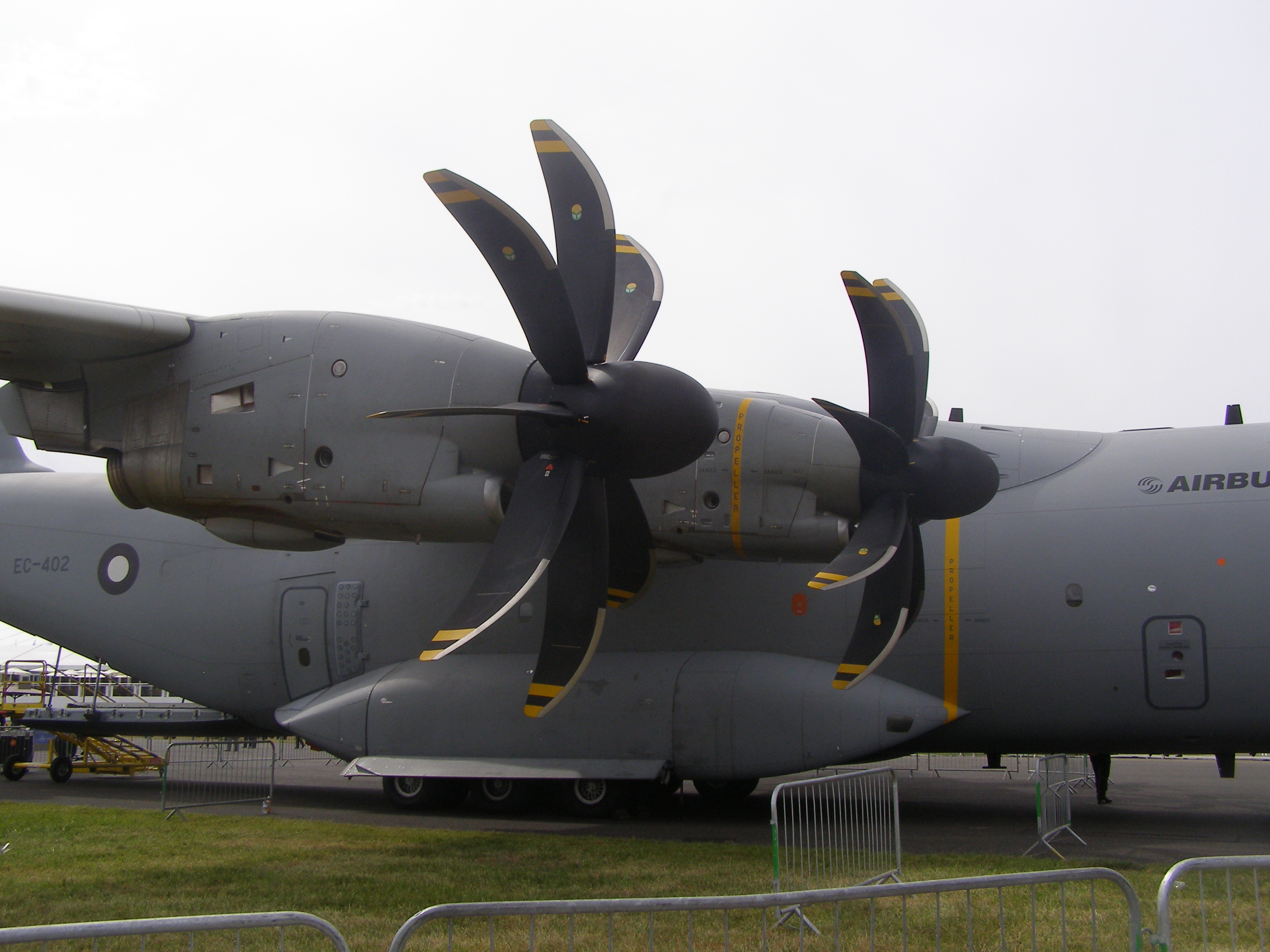
エアバス A400Mの複合材料製8枚プロペラ。可変ピッチ。後退角付き

### 種類

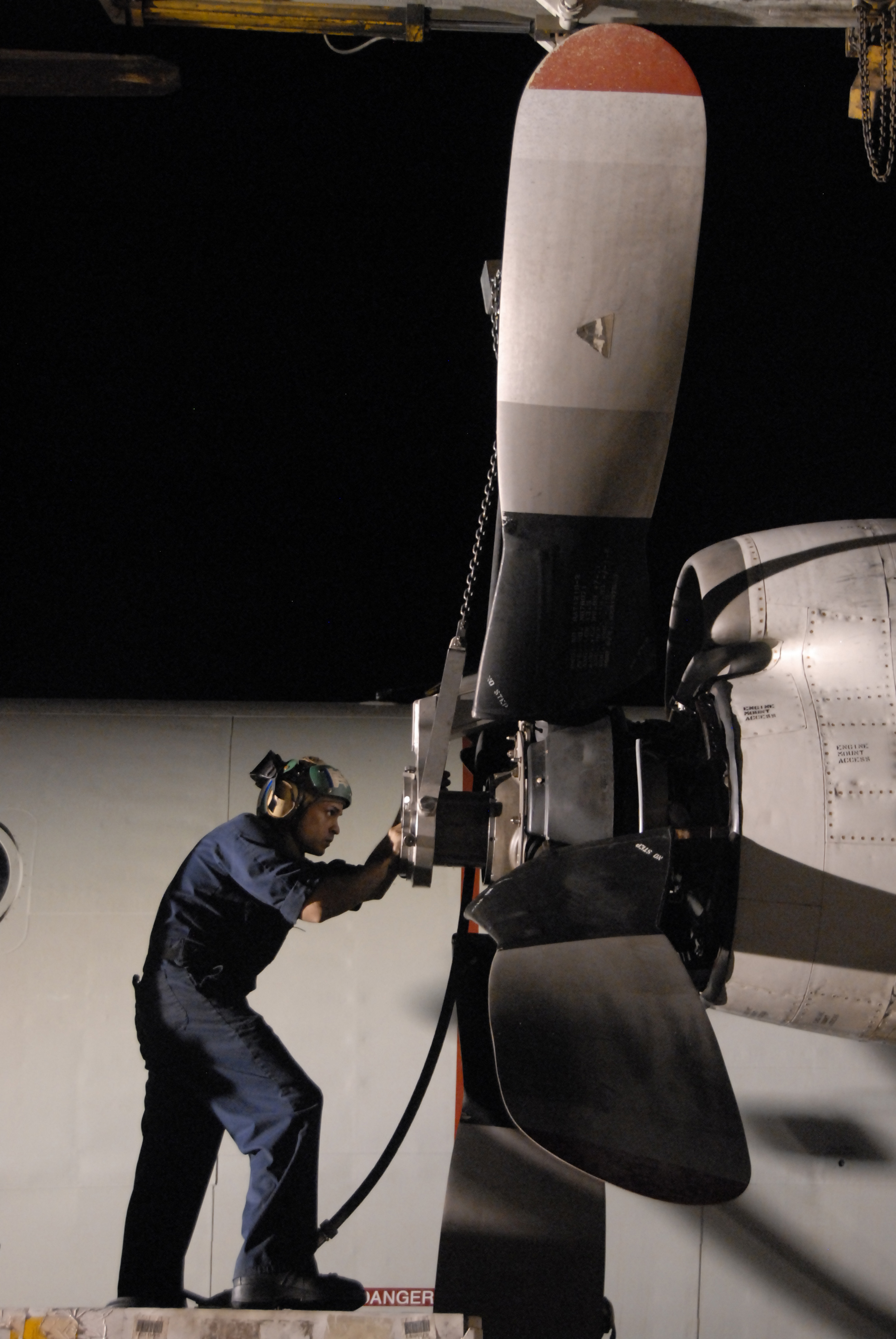
整備中のP-3C。プロペラはフルフェザーとなっている

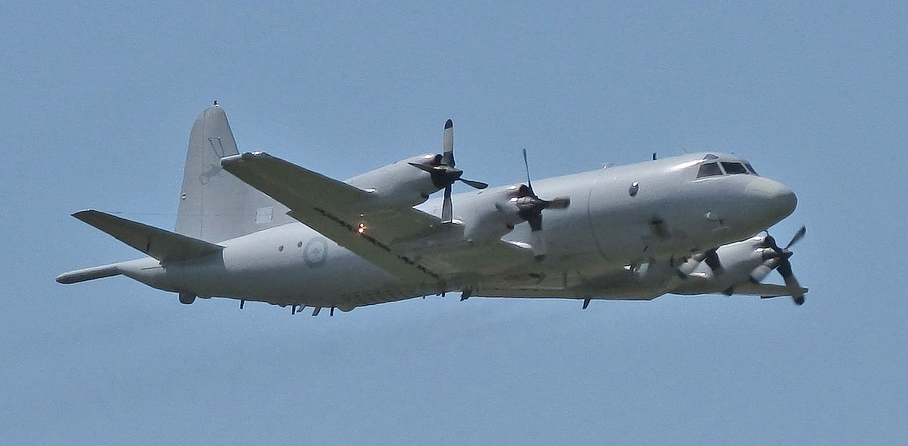
飛行中に右端のエンジンを停止しフルフェザーにしたオーストラリア空軍のAP-3C

ピッチが固定のものと、ピッチを変えられるもの（可変ピッチプロペラ）とに大別できる。可変ピッチのものでも、ピッチの切り替えを手動で行うものと、状態に合わせて自動的にピッチ調節がなされるものとがある。
固定ピッチプロペラブレードのピッチが固定されたもの。木製や初期のアルミ合金製のものなど。竹とんぼや模型航空機用もこの類。
選択ピッチプロペラ離陸時（低ピッチ）と巡航時（高ピッチ）の2段階や、多段階にピッチを切り替えられるようなもの。
定速（恒速）プロペラピッチでなく回転数を選択するもの。ピッチの調節はプロペラガバナにより回転数を保持するように自動的に行われる。選択した回転数（回転速度）を一定に保つので「定速」と呼ばれる。文献によっては「恒速プロペラ」とも表記する。
可変ピッチプロペラの中には次のような機能を備えたものもある。
リバースピッチ負の迎え角にすることで逆向きの揚力（つまり後ろ向きの推力）を発生させる機能。着陸直後にピッチをリバースにすることで着陸滑走距離を短縮できる。ジェットエンジンにおけるスラストリバーサと同様の機能。接地よりも地上数十メートル手前でリバースピッチにして急減速する操縦テクニックもある。
フェザリングフルフェザーとも。エンジンが故障で停止したときやロイター飛行時、地上係留中などプロペラが回転しない状態での空気抵抗を最小にするために、風とブレード面をほぼ平行に（迎え角がゼロ揚力角となるように）して固定する状態。

### ブレード

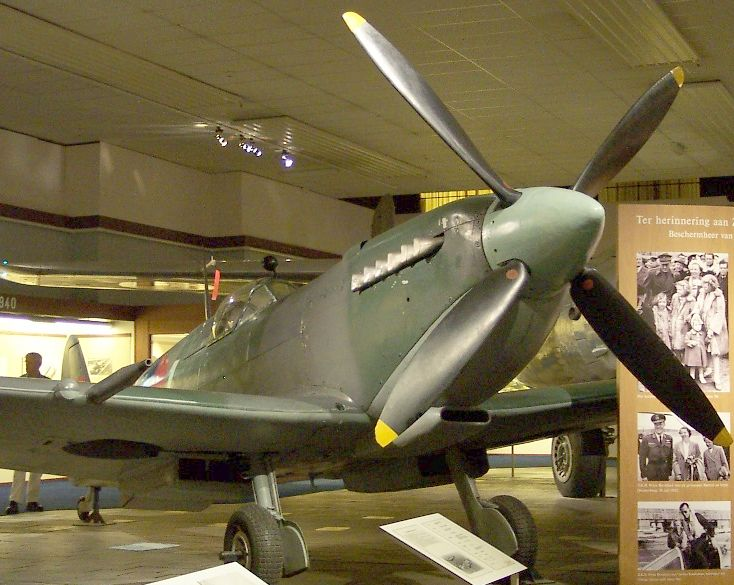
第二次世界大戦時の戦闘機 スピットファイアMk. IX（マーク9）のプロペラ。ブレードは4枚だった。

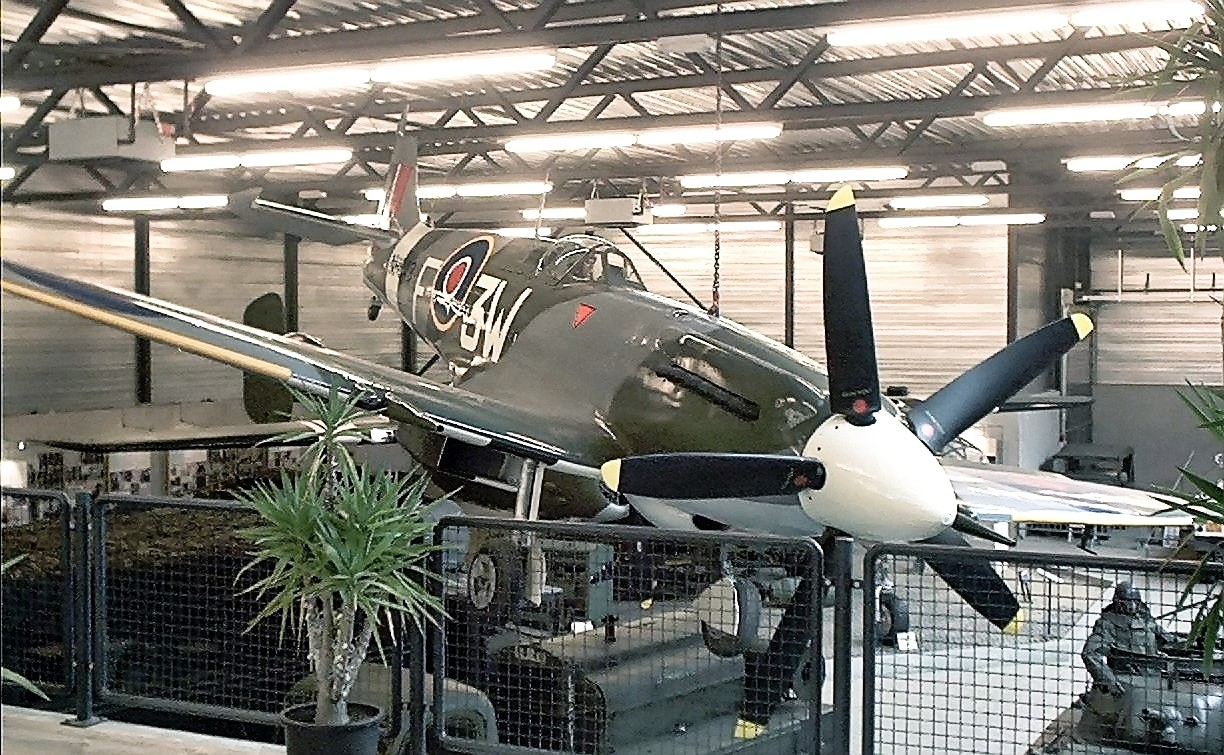
Mk. XIV（マーク14）ではエンジンの出力増大に合わせて5枚となった。更に後期のモデル（シーファイア）では3枚×2 = 6枚の2重反転プロペラとなる。

#### 材料
初期には機体と同じく木材が使われており、家具メーカーや楽器メーカー（ヤマハ）など木材加工技術を有する企業が製造していた。
後にアルミニウム合金を鍛造したものが主流となった。当初は基本的に中実であったが鋼製の中空ブレードが考案され、次第に中空が基本となった。さらに複合材料の発展により繊維強化プラスチックも利用されている。

#### 形状
誘導抗力を低減し、効率よく揚力を得るためにアスペクト比が大きい細長い翼形状となっているものが多い。大出力エンジン用のプロペラの場合、ソリディティを大きく取るため幅の広い（コードの長い）ものや、衝撃波の発生を遅らせるために後退角を付けたものも見られる。
根元付近は回転速度が遅く揚力が小さく（揚力は速度の2乗に比例する）、それよりも曲げやねじりのモーメントや遠心力（いずれも根元ほど大きい）に耐えることが要求されるため、断面形状は円形に近いことが多い。ただし、根元にはカフスと呼ばれる整流用の覆いを取りつけることもある。

#### 枚数
一組のプロペラにおける枚数の単位には「翅」（シ）を用いる。基本的に、プロペラブレードの枚数はエンジンの出力によって決まる。低出力のエンジンには少ない枚数の、大出力エンジンには多数のブレードをもつプロペラが装備される。特に大出力のエンジンに対しては2重反転プロペラを使用することもある。
だいたいの目安としては、定員の少ない小型機（日本ではセスナ社のものが有名）や第一次世界大戦時の戦闘機などの場合はエンジン出力200馬力以下のレシプロエンジンなので、2 - 3翅程度。10人乗り程度の中型機（低出力ターボプロップ）や第二次世界大戦時の戦闘機（大出力レシプロエンジン）など1000馬力クラスでは3 - 4翅程度。旅客機や爆撃機（ターボプロップや星形大出力レシプロエンジン）など2000馬力を超えるようなものに対しては4翅以上。
重量軽減と省スペースを優先したモーターグライダーの中には1翅プロペラの機体も存在する。

#### 防氷
プロペラに限らず、気温の低い高空を飛行するために、飛行機の機体前面には氷が張ることがあるため、防氷ブーツが取り付けられる。プロペラの場合、ブレード表面、特に前縁付近に氷が張ると翼型や回転バランスが変わってしまい効率低下や振動の原因となるが、ブーツを膨らませる形式ではバランスが崩れるため、プロペラ内側に電熱線を挟んだゴムを装備するものが主流である。電力はスリップリングを通して供給される。他に薬品や加熱空気を用いる方式もある。

### ハブ

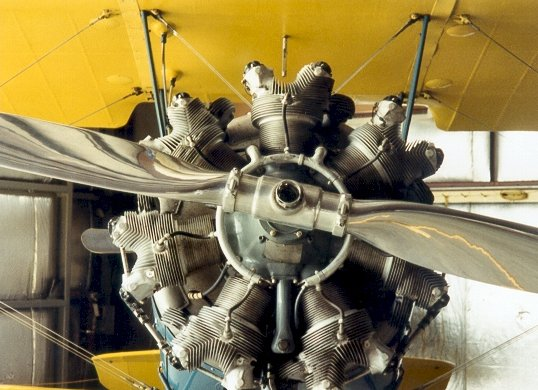
星型エンジンに取りつけられたプロペラ。スピナは無いか、取り外されていて、ハブが剥き出しになっている。

ブレードを保持し、エンジンからシャフトや減速ギアを通して伝えられた出力をブレードへと伝えるのがハブの基本的な役割である。回転中のプロペラの遠心力に耐える強度が必要とされる。木製固定ピッチプロペラの場合、ハブとブレードは明確に区別できないようなものもある（合板を張り合わせたものを削って成型したようなもの）が、可変ピッチプロペラの場合はハブ内部にピッチ変更機構を内蔵していることが多い。第二次世界大戦時の戦闘機には、プロペラシャフトとハブを通して機関砲を発射するモーターカノンもあった。
ハブにはスピナ（スピナー、スピンナ、スピナーキャップとも）と呼ばれる覆いが被せられることが多い。スピナは先端がドーム状になった円筒形か、腹が膨らんだ円錐形もしくは半球形に近い形状をしており、抵抗や乱流の軽減、内部機構の保護に有効である。先端には、外部動力でエンジンを始動する際に用いる、始動機のシャフトと嵌合させるための突起が付いているものもある。

### 整備

#### エロージョン
回転中のブレード前縁付近には、タキシングや低空飛行中に、小石や砂・虫が衝突する。これによってペイントがはがれたり、前縁が削れたりすることがあり、この現象をエロージョン（浸食）と呼ぶ。鋭く削れてしまった場合は、応力の集中を避けるためになめらかに削る必要が出てくる。削り取る量はメンテナンスマニュアル等で規定されている。

#### クラック
回転中のブレードは常に遠心力により引っ張り力を受けている。よって、クラックはコード（翼弦）方向の方がスパン（翼幅）方向よりも危険である。コード方向のクラックに対しては広がるような力となるからである。また、遠心力は、「その位置より先端側の部分の質量」に比例するため、根元近くほど大きい。よって、根元に近く、コード方向に平行なクラックほど危険といえる。現実には、メンテナンスマニュアル等における規定値の違いとして現れている。